# 돈 고돈
돈 고든(Donald Walter Guadagno, 1926년 11월 13일 ~ 2017년 4월 24일)은 미국의 배우, 각본가이다.
로스앤젤레스에서 태어났으며 로스앤젤레스에서 사망하였다.

## 출연 작품
- 바로워 (1991년)
- 엑소시스트 3 (1990년)
- 피부 깊숙이 (1989년)
- 비밀첩보원 (1987년)
- 지옥의 대전투 (1984년)
- 어느 남자의 고백 (1984년)
- 후커와 로마노 (1982년)
- 공포의 기억 (1982년)
- 오멘 3 - 심판의 날 (1981년) - 딘 역
- 아웃 오브 블루 (1980년)
- 소니 카슨의 교육 (1974년)
- 타워링 (1974년) - 캐피 역
- 맥 (1973년) - 행크 역
- 빠삐용 (1973년) - 줄롯 역
- Z.P.G. (1972년)
- 지옥의 사자 슬러터 (1972년)
- 마지막 영화 (1971년)
- 블리트 (1968년)
- 추격 (1959년)
- 베니 굿맨 스토리 (1955년)
- 이츠 어 빅 컨트리 (1951년)

### 텔레비전
- 늑대소년 루칸 (1977년)
- 맨하탄의 사나이 (1986년)
- 샌프란시스코 수사반 (1972년)
- FBI (1965년)
- 제3의 눈 (1963년)
- 레밍턴 스틸 (1982년)
- 달리는 사이먼 (1981년)
- 스튜디오 원 (1948년)